# Raphitomidae
Raphitomidae zijn een familie van weekdieren uit de klasse van de Gastropoda (slakken).

## Geslachten
- Abyssobela Kantor & Sysoev, 1986
- Abyssothauma Sysoev, 1996
- Acamptodaphne Shuto, 1971
- Acanthodaphne Bonfitto & Morassi, 2006
- Aliceia Dautzenberg & H. Fischer, 1897
- Andonia G.F. Harris & Burrows, 1891 †
- Asperdaphne Hedley, 1922
- Austrodaphnella Laseron, 1954
- Austropusilla Laseron, 1954
- Awheaturris Beu, 1970 †
- Bathybela Kobelt, 1905
- Buccinaria Kittl, 1887
- Clathromangelia Monterosato, 1884
- Clinura Bellardi, 1875
- Cryptodaphne Powell, 1942
- Cyrillia Kobelt, 1905
- Daphnella Hinds, 1844
- Diaugasma Melvill, 1917
- Eubela Dall, 1889
- Eucyclotoma O. Boettger, 1895
- Exomilus Hedley, 1918
- Famelica Bouchet & Warén, 1980
- Favriella Hornung, 1920 †
- Glyphostomoides Shuto, 1983
- Gymnobela Verrill, 1884
- Hemilienardia O. Boettger, 1895
- Hokianga Laws, 1947 †
- Isodaphne Laseron, 1954
- Kermia W. R. B. Oliver, 1915
- Kuroshiodaphne Shuto, 1965
- Leiosyrinx Bouchet & A. Sysoev, 2001
- Leufroyia Monterosato, 1884
- Lusitanops F. Nordsieck, 1968
- Maoridaphne Powell, 1942 †
- Microdaphne McLean, 1971
- Microgenia Laseron, 1954
- Mioawateria Vella, 1954
- Neopleurotomoides Shuto, 1971
- Nepotilla Hedley, 1918
- Onoketoma Beu, 2011 †
- Pagodidaphne Shuto, 1983
- Paramontana Laseron, 1954
- Phymorhynchus Dall, 1908
- Pleurotomella Verrill, 1872
- Pontiothauma E. A. Smith, 1895
- Pseudodaphnella Boettger, 1895
- Pseudolusitanops Lozouet, 2017 †
- Puha Marwick, 1931 †
- Raphitoma Bellardi, 1847
- Rimosodaphnella Cossmann, 1916
- Rocroithys Sysoev & Bouchet, 2001
- Spergo Dall, 1895
- Stilla Finlay, 1926
- Taranidaphne Morassi & Bonfitto, 2001
- Taranis Jeffreys, 1870
- Teleochilus G. F. Harris, 1897
- Teretia Norman, 1888
- Teretiopsis Kantor & Sysoev, 1989
- Thatcheria Angas, 1877
- Thatcheriasyrinx Powell, 1969
- Thatcherina Vera-Peláez, 1998
- Thesbia Jeffreys, 1867
- Theta A. H. Clarke, 1959
- Thetidos Hedley, 1899
- Tritonoturris Dall, 1924
- Truncadaphne McLean, 1971
- Tuskaroria Sysoev, 1988
- Typhlosyrinx Thiele, 1925
- Veprecula Melvill, 1917
- Vepridaphne Shuto, 1983
- Vitjazinella Sysoev, 1988
- Xanthodaphne Powell, 1942
- Zenepos Finlay, 1928

### Synoniemen
- Allo Jousseaume, 1934 => Taranis Jeffreys, 1870
- Anomalotomella Powell, 1966 => Pleurotomella (Anomalotomella) Powell, 1966  => Pleurotomella Verrill, 1872
- Aspertilla Powell, 1944 => Asperdaphne Hedley, 1922
- Azorilla F. Nordsieck, 1968 => Teretia Norman, 1888
- Azorita F. Nordsieck, 1968 => Pleurotomella Verrill, 1872
- Bathypota F. Nordsieck, 1968 => Bathybela Kobelt, 1905
- Cenodagreutes E. H. Smith, 1967 => Cyrillia Kobelt, 1905
- Clathurina Melvill, 1917 => Kermia W. R. B. Oliver, 1915
- Cochlioconus Yokoyama, 1928 => Thatcheria Angas, 1877
- Cordieria Monterosato, 1884 => Raphitoma Bellardi, 1847
- Cyrtoides F. Nordsieck, 1968 => Raphitoma Bellardi, 1847
- Eudaphne Bartsch, 1931 => Daphnella Hinds, 1844
- Eudaphnella Bartsch, 1933 => Daphnella Hinds, 1844
- Feliciella Lamy, 1934 => Taranis Jeffreys, 1870
- Fenestrosyrinx Finlay, 1926 => Taranis Jeffreys, 1870
- Fusidaphne Laseron, 1954 => Pleurotomella Verrill, 1872
- Genea Bellardi, 1873 † => Andonia G.F. Harris & Burrows, 1891 †
- Hemidaphne Hedley, 1918 => Daphnella Hinds, 1844
- Homotoma Bellardi, 1875 => Raphitoma Bellardi, 1847
- Lineotoma F. Nordsieck, 1977 => Cyrillia Kobelt, 1905
- Litachilus Powell, 1944 => Teleochilus G. F. Harris, 1897
- Magnella Dittmer, 1960 => Mioawateria Vella, 1954
- Majox F. Nordsieck, 1968 => Gymnobela Verrill, 1884
- Mordica Dall, 1924 => Veprecula Melvill, 1917
- Ootoma Koperberg, 1931 => Buccinaria Kittl, 1887
- Ootomella Bartsch, 1933 => Buccinaria Kittl, 1887
- Paradaphne Laseron, 1954 => Daphnella (Paradaphne) Laseron, 1954 => Daphnella Hinds, 1844
- Peratotoma G. F. Harris & Burrows, 1891 => Philbertia Monterosato, 1884 => Raphitoma Bellardi, 1847
- Philbertia Monterosato, 1884 => Raphitoma Bellardi, 1847
- Pionotoma Kuroda, 1952 => Buccinaria Kittl, 1887
- Qii Chang, 1995 => Pseudodaphnella Boettger, 1895
- Rhaphitoma => Raphitoma Bellardi, 1847
- Speoides Kuroda & Habe, 1961 => Spergo Dall, 1895
- Tasmadaphne Laseron, 1954 => Pleurotomella Verrill, 1872
- Teres Bucquoy, Dautzenberg & Dollfus, 1883 => Teretia Norman, 1888
- Turrhyssa Dall, 1924 => Eucyclotoma O. Boettger, 1895
- Watsonaria F. Nordsieck, 1968 => Gymnobela Verrill, 1884